# Elsa Edmar
Elsa Hagar Margareta Edmar, född Smith den 3 juni 1922 i Sjuntorp i Fors församling i Västergötland, död den 7 maj 1994 i Danderyds församling, var en svensk lärare och kulturarbetare.

## Biografi
Elsa Edmar var dotter till förvaltaren Bernt Svensson Smith (1873–1953) och hans hustru Anna Maria Cecilia (1884–1956), född Vinqvist. Makarna hade fyra döttrar och en son  . Efter realexamen i Alingsås blev hon först kanslibiträde och 1939 kansliskrivare. Hon läste vidare på Hermods och på en preparandkurs lärde hon känna sin make latinisten Birger Edmar. Elsa Edmar tog studenten i Malmö 1948 och gifte sig samma år med Birger Edmar och bosatte sig i Lund. År 1958 flyttade paret till Danderyd med en son och två döttrar. Hon fortsatte där sina studier och blev fil. mag. i latin, nordiska språk och litteraturhistoria. Hon avslutade sin lärarbana 1987 som adjunkt på Danderyds gymnasium, Under och efter sin yrkesaktiva tid arbetade hon också som frilans som skribent och i radion. För Svenska Dagbladet skrev hon om litteratur i recensioner samt ofta i så kallade understreckare om författare såsom Franz Kafka, Victoria Benedictsson, Georg Brandes. H. G. Wells och Rebecca West. För Sveriges radio spelade hon in ett antal program med titeln Dagens bok. Efter pensioneringen påbörjade hon en doktorsavhandling om författaren Gertrud Lilja. Makarna Edmar är begravda på Danderyds kyrkogård.

## Understreckare för SvD i urval
- Kafka som humorist (Franz Kafka) - 1974-07-13
- Postmästarfun med de klara ögonen (Victoria Benedictsson) - 1974-09-28
- Ernst Ahlgren och "sedligheten" (Victoria Benedictsson och Gerorg Brandes) - 1974-10-01
- Sagan om en sagoberätterska (Wendela Åstrand-Hebbe) - 1975-02-07
- Fångar i kärlekens snara - (HG Wells och Rebecca West) - 1975-02-24
- Pierre Abailard - Filosofen och älskaren (Pierre Abailard) - 1977-07-20
- Abailard, Heloise och teologerna (Pierre Abailard) - 1977-07-22
- En Austen-roman för mycket? (Jane Austen) - 1977-10-03
- Tora Dahl och kampen för egenvärdet (Tora Dahl) - 1978-12-11